# Amerikaanse Verklaring van de Rechten en Plichten van de Mens
De Amerikaanse Verklaring van de Rechten en Plichten van de Mens, ook bekend als de verklaring van Bogota, is een internationaal mensenrechteninstrument van de Organisatie van Amerikaanse Staten (OAS). De verklaring werd een jaar eerder getekend dan de Universele Verklaring van de Rechten van de Mens. 
De Verklaring werd door de naties van Amerika aangenomen op de Negende Internationale Conferentie van Amerikaanse Staten in Bogota, Colombia, op 2 mei 1948. Tijdens dezelfde bijeenkomst werd het Handvest van de Organisatie van Amerikaanse Staten aangenomen, waarmee de OAS werd opgericht. 